# Al·largent
L'al·largent és un mineral d'argent i antimoni que pertany a la classe dels sulfurs. El seu nom està format pel prefix al·l-, que prové del grec ἄλλος, állos, "distint" i del català argent. Va ser descobert el 1950. Dues són les localitats tipus d'aquesta espècie: la mina Beaver, i la mina Hi-Ho, totes dues a Ontario (Canadà).

## Característiques
L'al·largent és de color platejat, amb una densitat de 10-10,12 g/cm³. Cristal·litza en el sistema hexagonal. Químicament és un aliatge de fórmula general Ag1-xSbx.
Segons la classificació de Nickel-Strunz, l'al·largent pertany a «02.AA: Aliatges de metal·loides amb Cu, Ag, Au» juntament amb els següents minerals: domeykita-β, algodonita, domeykita, koutekita, novakita, cuproestibina, kutinaïta, discrasita, maldonita i stistaïta.

## Formació
L'al·largent es troba a les menes d'argent-antimoni (dipòsits de Ni-Co-Ag), amb una alta concentració d'Ag-Sb. S'acostuma a trobar associada a l'argent que conté antimoni i mercuri, així com als següents minerals: stefanita, plata, kutinaita, discrasita, domeykita i breithauptita.